# Banco de Seguros del Estado

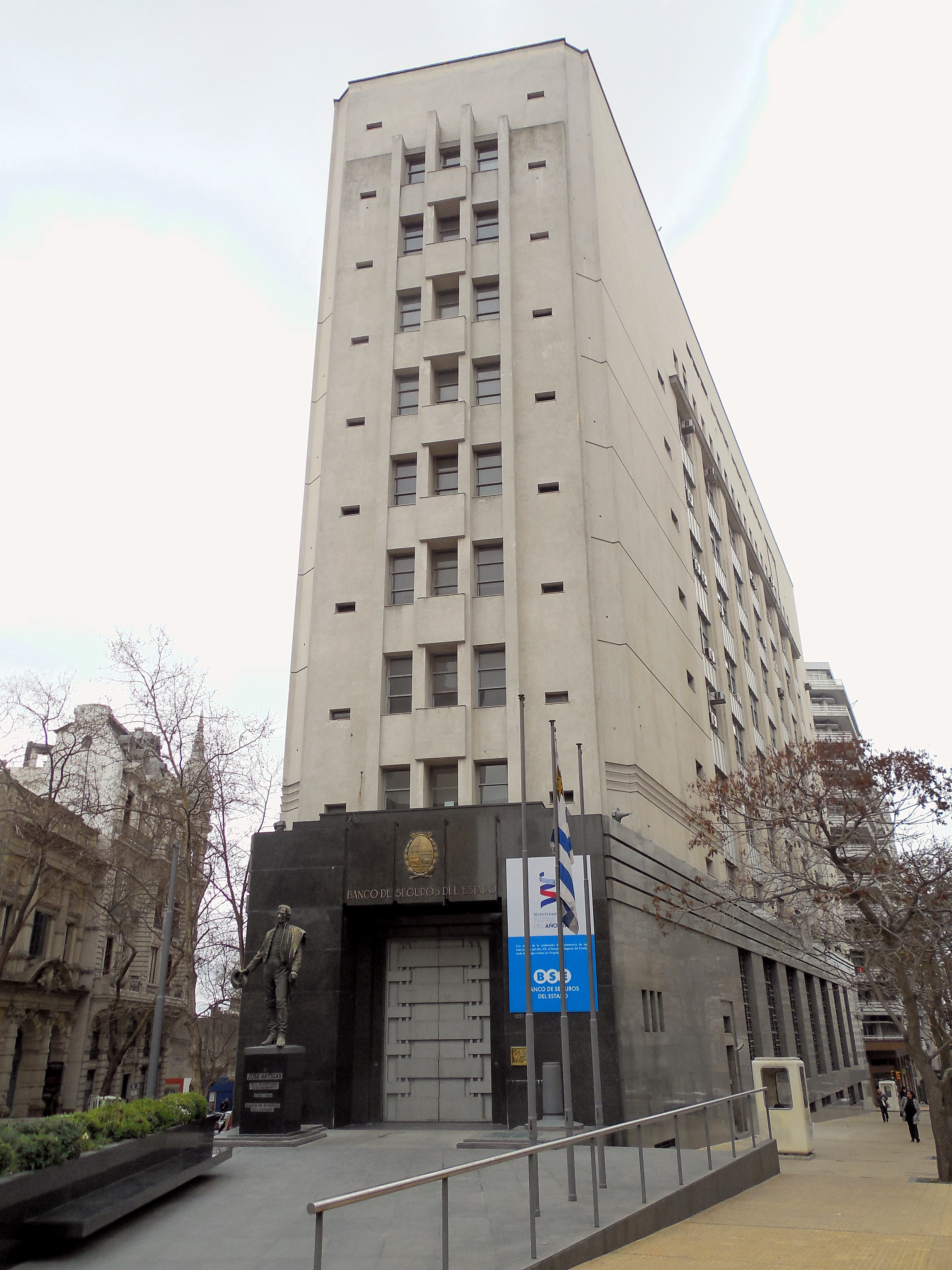
Sitz der Banco de Seguros del Estado

Die Banco de Seguros del Estado ist ein Bauwerk in der uruguayischen Landeshauptstadt Montevideo.
Das 1940 eingeweihte Gebäude befindet sich im Barrio Centro an der Calle Mercedes 1051 sowie den Straßen Avenida Libertador Brig. Gral. Juan A. Lavalleja, Avenida Uruguay und Río Negro. Als Architekten der als Bürohaus konzipierten Banco de Seguros del Estado zeichneten Ítalo Dighiero und Beltrán Arbeleche verantwortlich. Das Gebäude dient als Sitz der staatlichen Versicherungsgesellschaft Banco de Seguros del Estado (BSE).
Seit 1995 ist das Gebäude als Bien de Interés Municipal klassifiziert.